# Чаплинский, Андрей Михайлович
Андрей Михайлович Чаплинский (24 августа 1918 — 17 февраля 1994, Москва) — советский футболист, игрок в хоккей с шайбой и с мячом, защитник. Мастер спорта СССР.

## Биография
В начале взрослой карьеры играл за московский «Буревестник» в классе «Б». В годы Великой Отечественной войны выступал за команды сызранского и московского авиаучилищ.
С 1945 года играл за ВВС. Первые два сезона провёл в классе «Б», а в сезонах 1947—1948 выступал в классе «А». Дебютный матч на высшем уровне провёл 22 июня 1947 года против минского «Динамо». Всего за два сезона в высшей лиге сыграл 23 матча.
Также с середины 1940-х годов играл в хоккее с шайбой. В первых трёх сезонах чемпионата СССР (1946—1949) был основным игроком команды ВВС. Серебряный призёр чемпионата СССР 1948/49. Перед сезоном 1949/50 покинул команду, однако после того, как основной состав разбился в авиакатастрофе, вернулся в состав и выступал до конца сезона.
В 1951 году играл в футбол за команду Военного института физкультуры (Ленинград) в соревнованиях КФК, также провёл один матч в Кубке СССР. В 1951—1953 годах играл за эту же команду в высшей лиге по хоккею с мячом, в 1952 году стал серебряным призёром чемпионата.
На рубеже 1950-х и 1960-х годов работал в хоккейном СКА (Калинин) ассистентом В. Г. Шувалова. После отставки Шувалова в ходе сезона 1963/64 некоторое время исполнял обязанности главного тренера.